# Bầu cử Quốc hội Lập hiến Việt Nam Cộng hòa 1956

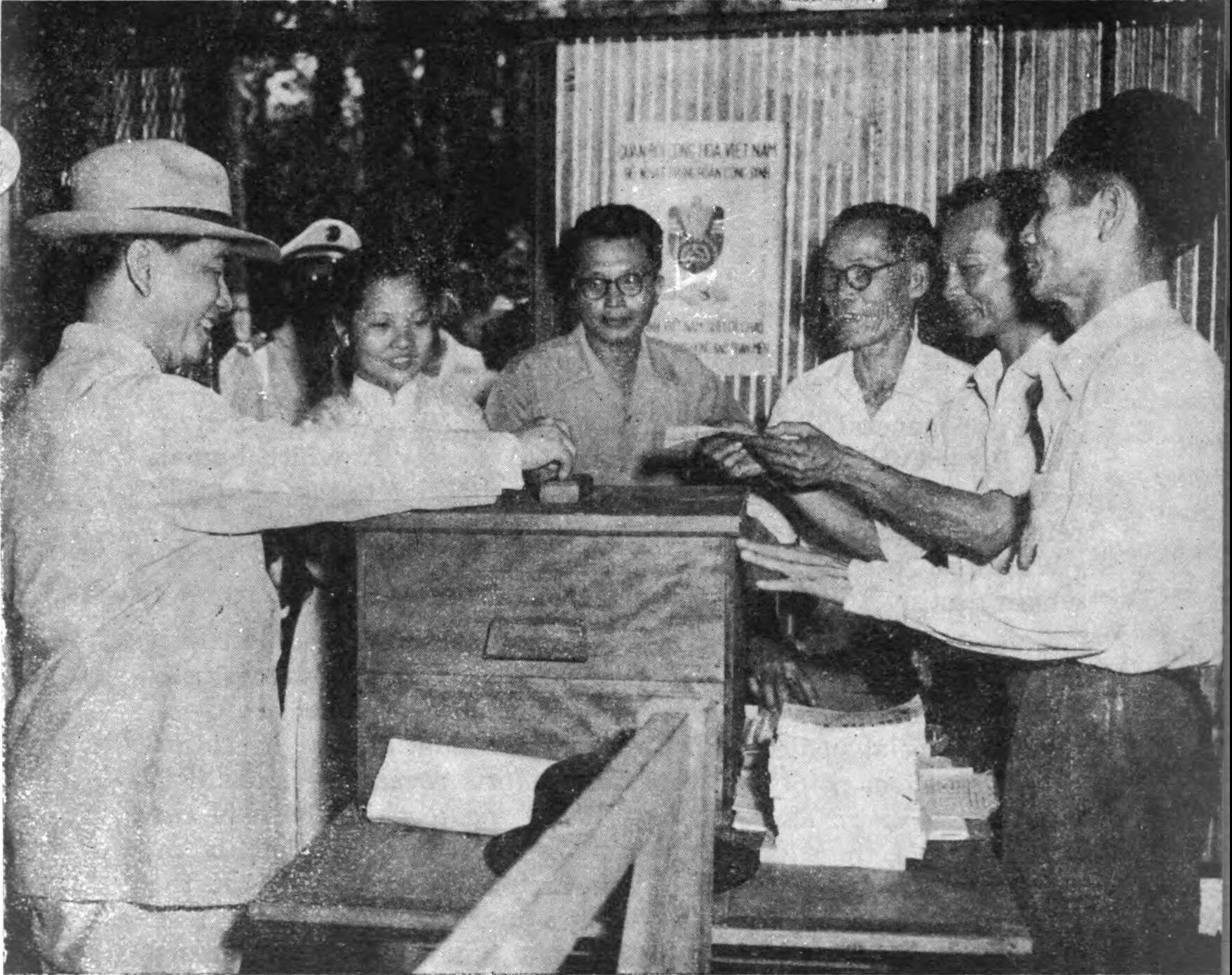
Tổng thống Ngô Đình Diệm đang bỏ phiếu (ngày 4 tháng 3 năm 1956).

Bầu cử Quốc hội Lập hiến được tổ chức tại Việt Nam Cộng hòa vào ngày 4 tháng 3 năm 1956. Tổng cộng có 431 ứng cử viên tranh cử 123 ghế từ tất cả 5 chính đảng thân chính phủ đã đăng ký, trong đó 11 người được bầu là phái độc lập thân chính phủ. Edward Miller lưu ý rằng cuộc bầu cử tương đối tự do và công bằng so với cuộc trưng cầu dân ý Quốc gia Việt Nam năm 1955, vì các ứng cử viên độc lập và đối lập được phép tranh cử các ghế và mở những cuộc vận động đối lập. Tuy vậy, tài liệu tranh cử phải được sàng lọc và chính phủ được phép đình chỉ các ứng cử viên này do họ có mối liên hệ với Việt Minh và những nhóm nổi dậy khác. Hai dân biểu không được đảm nhận chức trách do vi phạm bầu cử, khiến tổng số dân biểu trúng cử là 121 người. Ngày 26 tháng 10 năm 1956, cơ quan này được chuyển đổi thành Quốc hội sau khi bản hiến pháp mới có hiệu lực.

## Kết quả
| Đảng                                            | Đảng                               | Ghế |
| ----------------------------------------------- | ---------------------------------- | --- |
|                                                 | Phong trào Cách mạng Quốc gia      | 61  |
|                                                 | Tập đoàn Công dân                  | 25  |
|                                                 | Đảng Cần lao Nhân vị               | 15  |
|                                                 | Phong trào Tranh thủ Tự do Độc lập | 8   |
|                                                 | Đại Việt Tiến bộ Đảng              | 1   |
|                                                 | Chính khách độc lập thân chính phủ | 11  |
| Tổng cộng                                       | Tổng cộng                          | 121 |
|                                                 |                                    |     |
| Nguồn: Bộ trưởng Bộ Thông tin Việt Nam Cộng hòa |                                    |     |